# Den samariska kvinnan

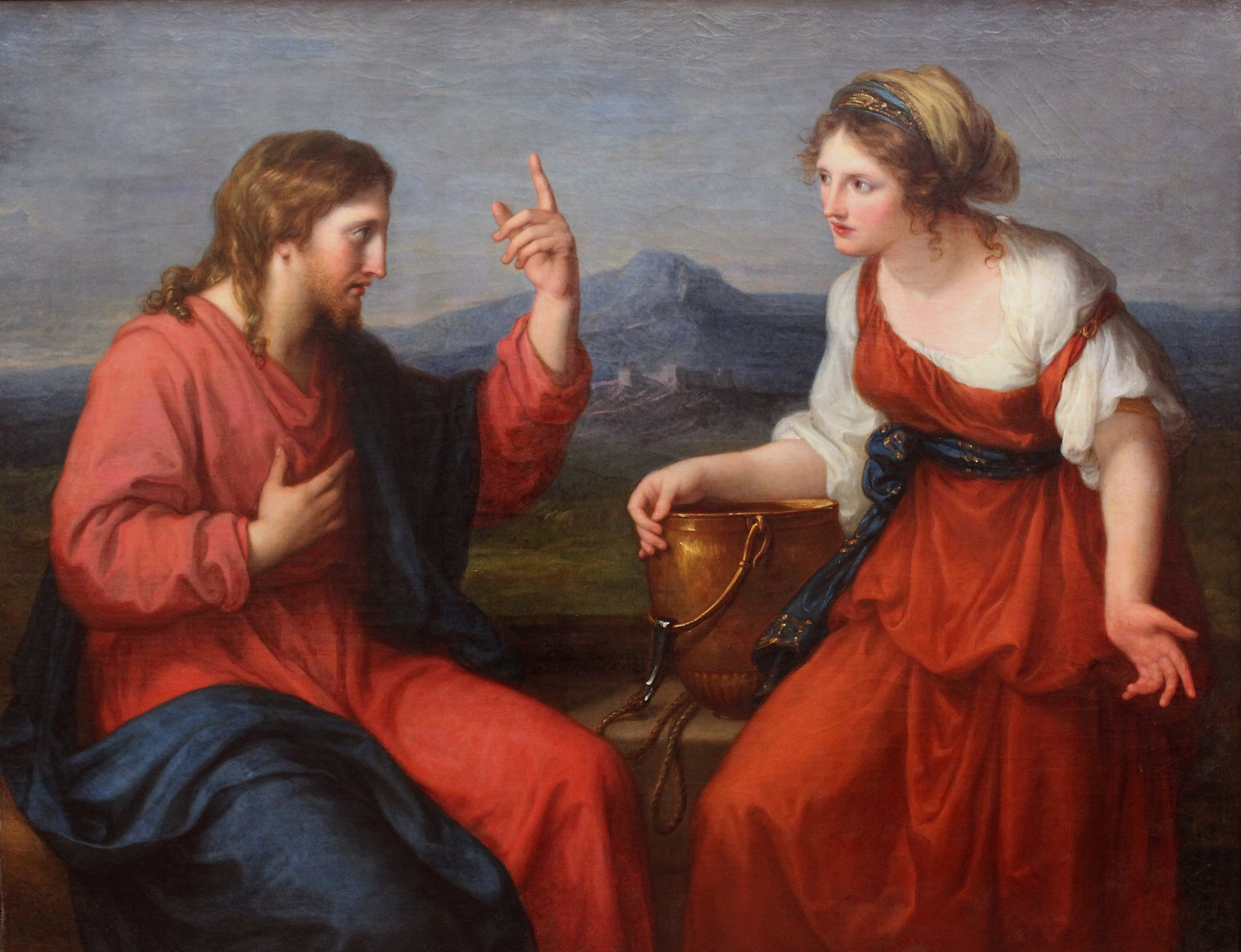
Jesus och den samariska kvinnan samtalar om livets vatten. Av Angelika Kauffmann.

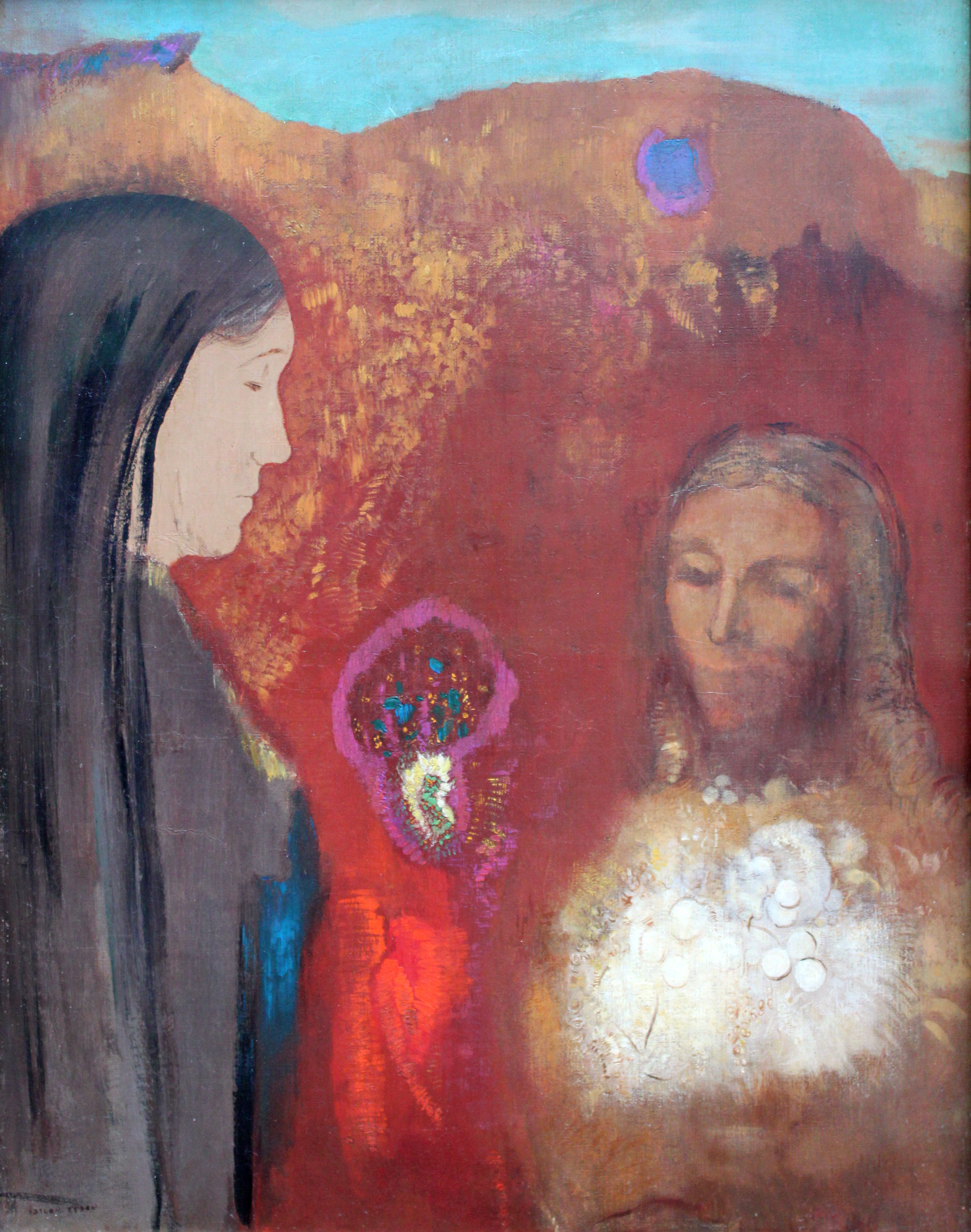
"Den vita blombuketten", Jesus och den samariska kvinnan, Odilon Redon (1895).

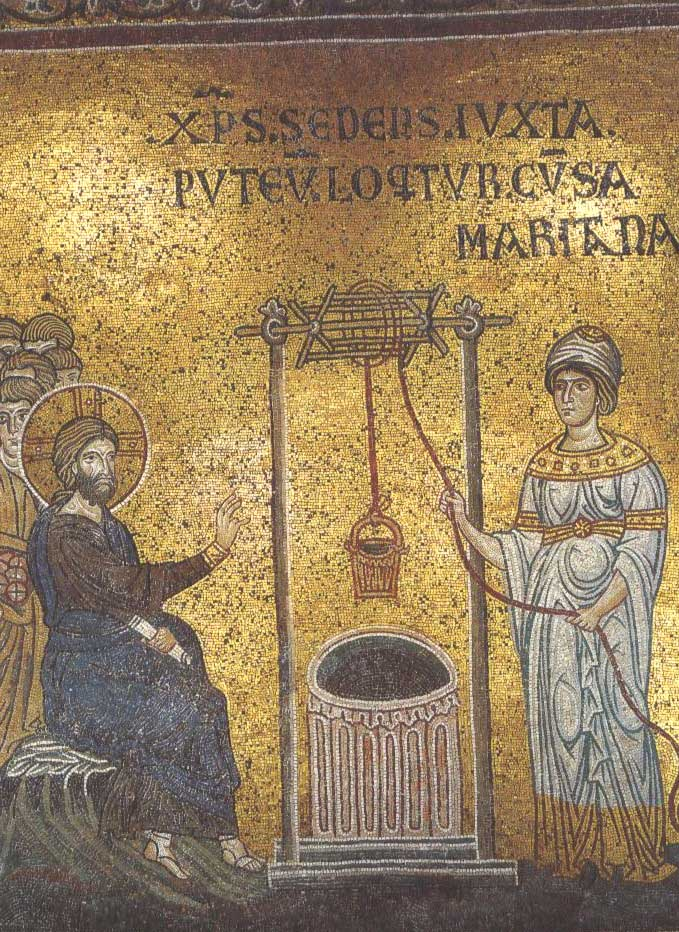
Bysantinsk mosaik.

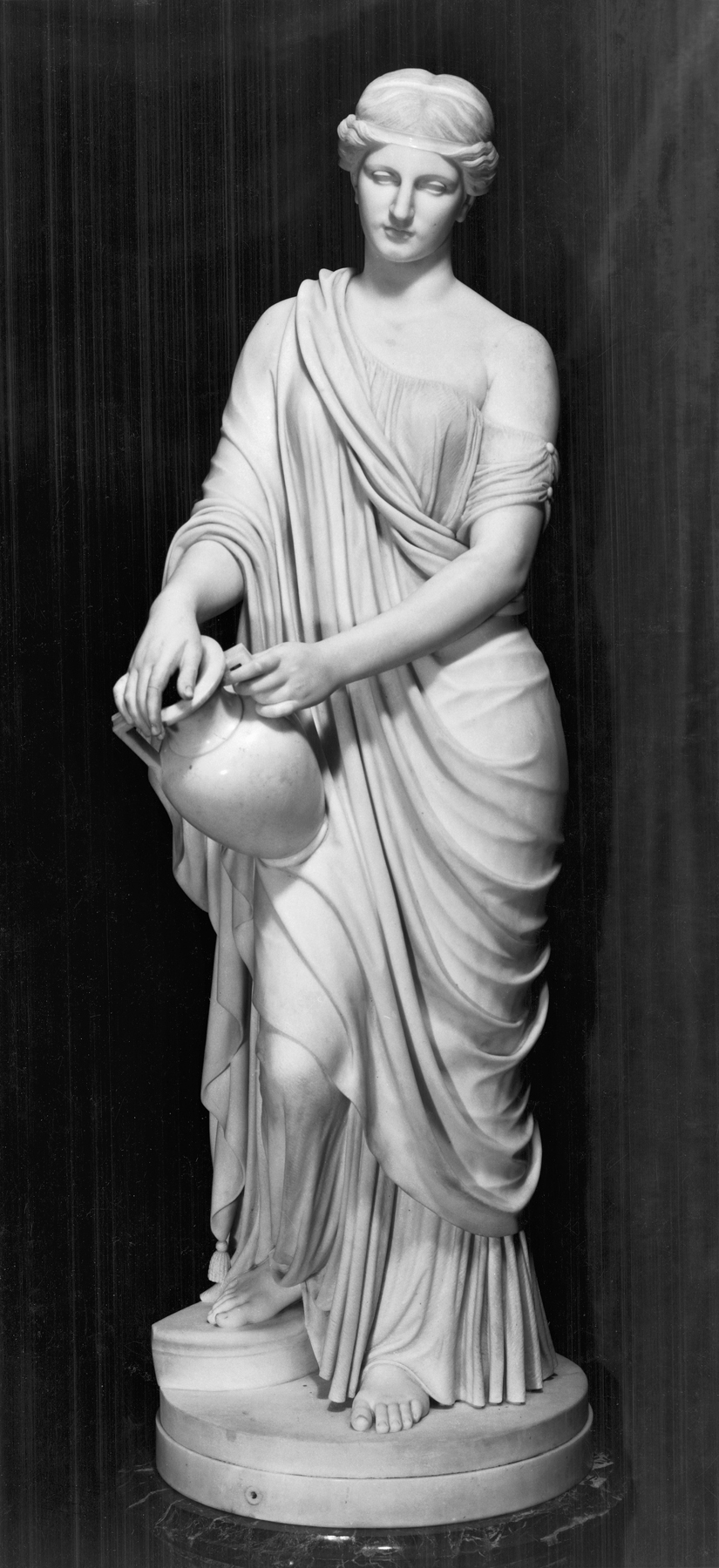
Staty av kvinnan från Samarien, William Henry Rinehart, cirka 1860.

Den samariska kvinnan är en kvinna som förekommer i en berättelse i Nya Testamentet, då hon står vid en brunn och träffar Jesus. De medeltida hagiografierna kallar henne Fotina, och berättar att hon led martyrdöden för att ha kommit till tro på Jesus och burit vittnesmål om att han var Kristus.

## Biblisk berättelse
Den samariska kvinnan omnämns i Bibeln endast i Johannesevangeliet 4:4–42. Jesus har begett sig till Samarien med sin lärjungar, och står och väntar på dem vid Sykars brunn, där han träffar en samarisk kvinna. Han ber henne om vatten, och hon svarar att hon är förvånad över att en jude talar till henne som är samarier. Då svarar Jesus henne att om hon hade vetat vem han var hade hon bett honom om levande vatten, vatten som gör att man aldrig mera törstar och som ger en evigt liv. Den samariska kvinnan ber honom om detta vatten. Då säger Jesus till henne att gå till sin make och sedan återvända. Kvinnan svarar att hon inte har någon make, varvid Jesus säger att det stämmer för hon har haft fem makar och den man hon nu har är inte hennes make. Kvinnan medger att det är sant och hävdar att Jesus måste vara en profet. Alla hennes förfäder har tillbett Gud på detta berg, och han som är jude tycker att man bara kan tillbe Gud i Jerusalem, men Jesus tillrättavisar henne och säger att tiden har kommit när Fadern inte ska tillbes vare sig på berget eller i Jerusalem, och att hon tillber det hon inte känner till, men att judarna tillber vad de vet för frälsningen kommer från judarna. Men tiden har kommit när Faderns sanna tillbedjare tillber i sanning och ande. Kvinnan svarar att hon vet att Messias kommer att komma, och att när han kommer så ska han uppenbara allt. Då säger Jesus att han själv är här och att han talar till henne.
När Jesus lärjungar finner honom ser de att han talar till kvinnan. Kvinnan lämnar sin vattenkruka hos Jesus vid brunnen och beger sig till staden där hon berättar vad hon har hört. Samarierna kommer därför till Jesus. Under tiden försöker lärjungarna förmå honom att äta, men han säger att han har mat som de inte känner till, för hans mat är att utföra viljan hos den som sänt honom och fullborda dennes verk. Redan nu är fälten redo för skörd, och en sår och en annan skördar. Lärjungarna ska skörda där de inte sått. Samarierna når fram till Jesus och kommer till tro. Han stannar hos dem i två dagar. Samarierna säger till kvinnan att nu är det inte längre bara för vad hon vittnat om som de tror, för de har själva hört och tror nu att han är världens frälsare.